# ТЕС Кірхленгерн
52°11′41.4″ пн. ш. 8°38′55.0″ сх. д. / 52.194833° пн. ш. 8.648611° сх. д.
ТЕС Кірхленгерн — теплова електростанція в Німеччині у федеральній землі Північний Рейн — Вестфалія.
Розташована на південній околиці містечка Кірхленгерн в окрузі Детмольд. Перша електростанція, яка використовувала вугілля, з'явилась тут ще на початку XX століття та протягом наступних десятиліть пройшла через численні модернізації. У 1980 році на цьому майданчику спорудили парогазовий блок комбінованого циклу, що працював на природному газі. У його складі зокрема встановили газову турбіну компанії General Electric серії 9001E, яка саме тут пройшла перші практичні випробування.
У 2015 році власник ТЕС звернувся до регуляторного органу за дозволом на закриття станції, робота якої стала нерентабельною.